# Hyleoides bivulnerata
Hyleoides bivulnerata är en biart som beskrevs av Cockerell 1921. Hyleoides bivulnerata ingår i släktet Hyleoides och familjen korttungebin. Inga underarter finns listade i Catalogue of Life.

## Bildgalleri

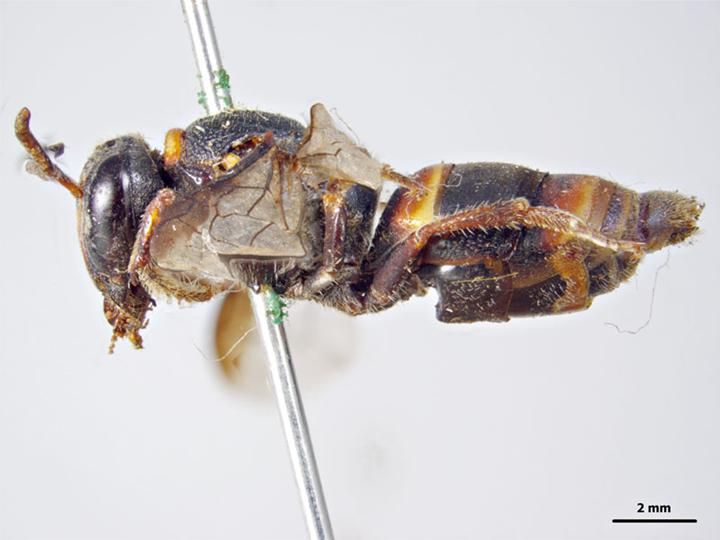
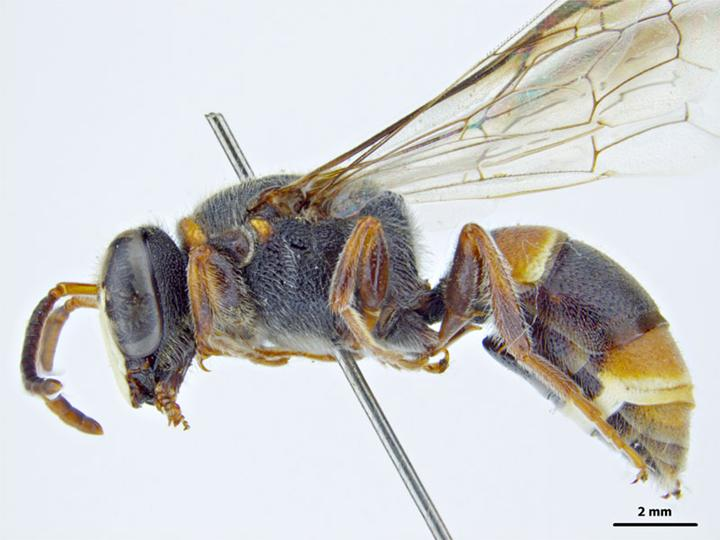
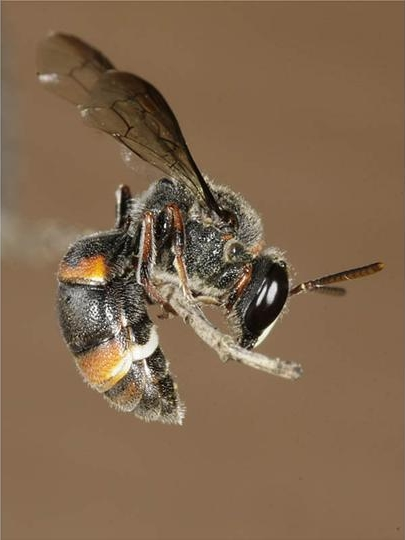
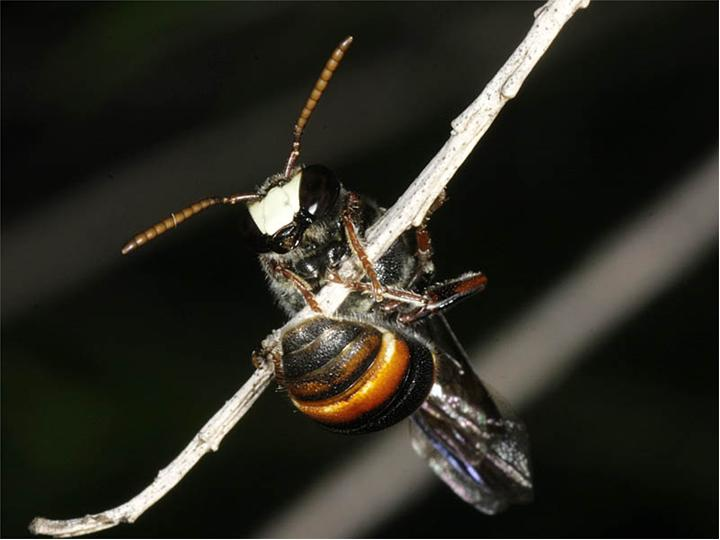